# Буало, Этьен
Этье́н Буало́ (фр. Étienne Boileau; ок. 1200 года или 1210 года, Париж — апрель 1270 года, Париж) — французский парижский прево, первый по списку из известных согласно историческим архивам; иными словами, глава столицы и верховный парижский судья при Людовике IX, в период между 1258 и 1270 годами.

## Биография
Этьен Буало, бывший бальи Орлеана, в средневековом Париже XIII века дважды занимал пост «парижского прево» (1258—1260 и 1261—1270), фактически главы муниципалитета, получавшего по должности 300 ливров в год. Расположившись в Шатле, он исполнял фискальные, военно-полицейские, судебные и администраторские функции.
По его приказу была составлена «Книга ремёсел» (Livre des métiers, ок. 1268 года, перечень 100 ремёсел, называемый также «уставом»), легшая в основу всех профессиональных регламентаций в столице и затем во всей Франции. Оригинал её сгорел в XVIII веке; сохранились копии. Устав, с целью дисциплинирования промыслов и ремёсел, вносил чрезвычайную регламентацию в их действия.
Жан де Жуанвиль в своей книге «История св. Людовика» (Histoire de saint Louis) нарисовал очень лестный портрет Буало: вершил справедливость без внимания на богатство и чин, и избавил город от воров и прочих преступников.